# Herman Liebaers
Herman Liebaers (Tienen, 1 februari 1919 - Jette, 9 november 2010) was hoofdconservator van de Belgische Koninklijke Bibliotheek en grootmaarschalk aan het Belgische hof.

## Zijn ouders
De vader van Herman Liebaers, Frans Liebaers (1895-1957), was arbeider en autodidact. In 1918 sympathiseerde hij in Tienen met muitende Duitse soldaten die tot de Spartacusbeweging toetraden en droeg hij hun vlag tijdens een betoging door de straten van de stad. Dit leverde hem een arrestatie op en een veroordeling tot acht maanden cel. Hij werd communist (zonder lid te worden van de partij), samen met zijn vriend War van Overstraeten en verbleef in 1925 en 1927 in Moskou. De zuiveringen binnen de Sovjetpartij maakten dat zijn meeste Russische vrienden verdwenen en zo werd hij, uit protest, na 1927 een van de eerste trotskisten in België. Niet voor lang, want het pacifisme dat Liebaers aanhing kon volgens Trotsky zelf niet verzoend worden met zijn eigen revolutionaire ideeën.
In 1937 ging hij een bezoek brengen aan de Internationale Brigades in Spanje en aan de trotskistische, anti-stalinistische Partido Obrero (POUM). Hij kwam terug naar Brussel om er vrijwilligers te ronselen. Zijn spreekbuis vond hij voornamelijk in het ledenblad van zijn vakbond, De Kleeding, waarin hij zijn gauchistische, pacifistische en revolutionaire ideeën kon spuien. Hij was immers tot de leiding gaan behoren van de Centrale van de Kleding, een kleine textielvakbond, en was hoofd van het Brabants kledingssyndicaat (ABVV).
In 1934 werd hij voorzitter van de pacifistische Anti-oorlogsliga. Tot kort voor de oorlog bleef hij het 'gebroken geweer' prediken en wilde hij niet dat België zich wapende tegen Duitsland. Hij bleef kritisch ten overstaan van de Belgische Werkliedenpartij, later de Belgische Socialistische Partij (BSP), de voorloper van de sp.a (sinds 2021 Vooruit) en de PS. Hij verwierp het Plan De Man en was gekant tegen regeringsdeelname van de socialisten. Zijn politieke ambities kon hij dan ook niet realiseren, tenzij dat hij socialistisch gemeenteraadslid werd in Anderlecht (1938-1946). Tijdens en na de oorlog evolueerde hij tot 'Leopoldist' en werd hij uiteindelijk uit de directie van de vakbond ontslagen.
Herman Liebaers had weinig achting voor zijn vader maar een des te grotere verering voor zijn moeder die, nadat haar man het gezin in 1932 had verlaten, ging werken in het restaurant van het warenhuis Au Bon Marché in Brussel om zich, samen met haar twee zoons, staande te houden.

## Levensloop
Na middelbare studies aan het Koninklijk Atheneum in Brussel, studeerde Liebaers vanaf 1938 Germaanse filologie aan de universiteit van Gent en behaalde in 1942 zijn diploma van licentiaat. In 1955 werd hij doctor in de wijsbegeerte en letteren aan diezelfde universiteit. Zijn licentiaatsverhandeling behandelde de dichteres Henriette Roland Holst-Van der Schalk. Zijn doctoraat bestudeerde de dichteres Hélène Swarth.
Zoon Herman (die zijn voornaam te danken had aan de verering van zijn vader voor de communist en dichter Herman Gorter) was minder extreem dan zijn vader, behoorde weliswaar tot de socialistische strekking, maar nam nooit een partijkaart. In zijn jeugd was hij republikein, maar in later jaren werd hij een overtuigd monarchist. Hij was ook zijn leven lang vrijmetselaar bij het Grootoosten van België, in de Nederlandstalige Brusselse loge Balder.
In 1943 werd Herman Liebaers samen met een dozijn andere jongeren uit zijn woonplaats, de tuinwijk Moortebeek in Anderlecht, als gijzelaar opgepakt en opgesloten in de concentratiekampen van Breendonk en Hoei. Na 132 dagen werd hij vrijgelaten.
Einde 1943 begon hij aan een carrière aan de Koninklijke Bibliotheek (Albertina). In 1945 volbracht hij zijn legerdienst in een kleine eenheid die bij de Britse Railway Traffic Organisation was ingeschakeld. Hij was er de korporaal van de milicien Hugo Claus.
In 1950-51 verbleef hij zes maanden in de Verenigde Staten met een Fulbright-beurs en was gedurende enkele weken verbonden aan de Library of Congress. In 1954 verliet hij de Koninklijke Bibliotheek om bibliothecaris te worden van de CERN.

## Hoofdbibliothecaris
In 1956 kwam hij, op initiatief van eerste minister Achiel Van Acker, langs de grote deur weer binnen in de Koninklijke Bibliotheek, als hoofdconservator, in opvolging van de numismaat Marcel Hoc. Het was de periode van de grote bouwwerken, waarbij een volledig nieuwe bibliotheek tot stand kwam, die de naam koning Albert I of Albertina kreeg en die op 17 februari 1969 door de koning en de koninklijke familie plechtig werd ingehuldigd.
Hij werd tevens betrokken bij een aantal activiteiten. Zo was hij lid van het Geschiedeniscomité opgericht door het Gemeentekrediet in het kader van zijn culturele afdeling Pro Civitate. In 1958 was hij lid van de jury die het mooiste paviljoen op de Expo 58 moest uitkiezen. Hij was ook voorzitter van het College van Directeurs van de Nationale Wetenschappelijke Instellingen. Hij was vooral ook actief in de internationale organismen en verenigingen die het boek en het bibliotheekwezen betroffen.
Liebaers woonde met zijn vrouw Isa Hereng (1920-1986), germaniste van opleiding en journaliste bij Het Laatste Nieuws, hun zoon Dirk en hun dochter Inge Liebaers (later hoogleraar genetica geworden aan de Vrije Universiteit Brussel) gedurende zestien jaar in het penthouse boven de bibliotheek. Voor huur, gas of elektriciteit hoefde hij niet te betalen, evenmin voor het fenomenale uitzicht op de stad. Hij beschouwde het dan ook als zijn plicht om regelmatig diners te organiseren waarop mogelijke schenkers werden uitgenodigd. Hij bleef er wonen tijdens de periode dat hij als hofmaarschalk fungeerde en tot aan zijn pensionering als ambtenaar.
Zowel in zijn functie van bibliothecaris als in die van grootmaarschalk was Liebaers actief in dienst van het Belgisch intellectueel erfgoed. Voorbeelden:
- Hij zorgde, samen met de directeur-generaal van het Gemeentekrediet Marcel Vanaudenhove voor het drukken van de Ferrariskaarten, hetgeen de teloorgang van de te vaak geconsulteerde originele kaarten verhinderde.
- Hij kon de vele brieven van koning Leopold II aan zijn dochter prinses Stephanie, die in Hongarije berusten, laten kopiëren en tevens een ruil mogelijk maken tussen een oud Hongaars manuscript dat in de Katholieke Universiteit Leuven aanwezig was en een collectie incunabelen en oude boeken en handschriften.
- Hij lag aan de basis van de aankoop van het archief van de ontdekkingsreiziger Stanley, door het Koninklijk Museum voor Midden-Afrika in Tervuren.

## Internationale activiteiten
Liebaers was al vroeg actief geworden in de internationale wereld van het boek en de bibliotheken. Zo was hij:
- in 1951-1956: adjunct-secretaris van de Belgian American Educational Foundation (BAEF);
- in 1969-1974: voorzitter van de International Federation of Library Associations (IFLA) - vanaf 1974 erevoorzitter.

Hij was in 1973 voorzitter van het Internationaal Jaar van het Boek en ontving hiervoor op de Frankfurter Buchmesse in oktober van dat jaar de eerste Internationale Prijs van het Boek.
Begin van de jaren zeventig was hij nogal ontmoedigd over de stiefmoederlijke behandeling die de Koninklijke Bibliotheek onderging vanwege de voogdijministeries en besloot hij aan zijn carrière een nieuwe wending te geven. Op 1 mei 1973 begon hij in Washington DC als internationaal consulent bij de Council on Library Resources (CLR). In de Koninklijke Bibliotheek werd hij opgevolgd door de paleograaf Martin Wittek.
Zijn vele reizen brachten hem in contact met de Shah van Iran en hij werd consultant voor de bouw van een nationale bibliotheek in Teheran.

## Grootmaarschalk
In 1973 werd hij, op suggestie bij de koning van zijn vriend Georges van den Abeelen, tot grootmaarschalk aan het Hof benoemd. Hij nam dit ambt op per 1 januari 1974 en vervulde het tot in november 1981. De hoge functies aan het Hof werden verdeeld onder de verschillende politieke families. Wanneer de kabinetschef een 'rechtse', katholieke Franstalige was en de adjunct-kabinetschef tot de 'blauwe' familie behoorde, werd een 'linkse', socialistische Vlaming tot grootmaarschalk benoemd. Meestal ging het om een diplomaat, regel waarop Liebaers een uitzondering was. Hij was weliswaar niet de eerste Vlaming maar wel de eerste echt Nederlandstalige in de functie en ook de eerste niet-edelman.
Het was duidelijk de bedoeling van de koning een nieuwe wind te laten waaien doorheen het koningshuis en hij gaf aan Liebaers dan ook als zending: Breng me dichter bij mijn volk en breng mijn volk dichter bij mij. De periode waarin Liebaers grootmaarschalk was, bleek gunstig voor initiatieven in de gewenste zin. In 1976 werd het zilveren jubileum van Boudewijn als koning gevierd en in 1980 de 150ste verjaardag van het koninkrijk. Bij beide gelegenheden bracht Liebaers ideeën en initiatieven aan. Hij was onder meer een van de initiatiefnemers voor de oprichting van de Koning Boudewijnstichting en de initiatiefnemer voor de feestelijkheden en manifestaties die in de Verenigde Staten onder de titel Belgium Today het land beter lieten kennen.
Uit de herinneringen die hij later publiceerde kon men leren dat zijn relatie met koning Boudewijn uitstekend was geweest.

## Andere activiteiten en functies
Liebaers was:
- medestichter van het Arkcomité van het Vrije Woord (1983);
- secretaris van de Vlaamse Club voor kunst, wetenschap en letteren in Brussel (eind jaren veertig);
- secretaris van de Kring der Alumni van de Universitaire Stichting;
- lid van de raad van bestuur en het uitvoerend comité van het Paleis voor Schone Kunsten;
- stichtend bestuurder van Europalia;
- bestuurder van de Koning Boudewijnstichting (1975-1985);
- voorzitter van het Centrum voor de studie van de pluriculturele maatschappij (1982-1984);
- voorzitter van de Kunstcommissie van de Brusselse metro;
- lid van de Filatelistische Commissie;
- hoogleraar aan de Vrije Universiteit Brussel;
- doctor honoris causa van Yale University;
- doctor honoris causa van de Universiteit van Liverpool;
- doctor honoris causa van het Kanazawa Institute of Technology (Japan);
- lid van de Koninklijke Vlaamse Academie van België voor Wetenschappen en Kunsten;
- lid van de beheerraad (in 1979 voorzitter) van de Koninklijke Schenking;
- voorzitter van de raad van commissarissen van de Generale Maatschappij van België;
- koninklijk commissaris voor de herstructurering van de nationale wetenschappelijke instellingen (1981-1983). Het rapport dat hij hierover opstelde werd, tot zijn grote woede, verticaal geklasseerd;
- commissaris-generaal voor Europalia gewijd aan Spanje (1984-1985);
- voorzitter van het wetenschappelijk comité voor Europalia Japan (1989).

Het was ook de tijd om memoires te schrijven en méér te gaan publiceren. Het leek er wel op dat de relaties met het Hof bekoelden. Liebaers kon het niet laten wat kritische noten te plaatsen tijdens kranteninterviews, en toen hem in een interview in De Morgen de zin werd toegeschreven over prins Filip: 'Hij kan het niet, hé', viel hij helemaal in ongenade. Hij verklaarde nochtans dat hij verkeerd was geciteerd en probeerde het later goed te maken door op de succesvolle handelsmissies van de prins te wijzen en te verzekeren dat het, ook nog met prinses Mathilde erbij, wel goed zou komen.
Liebaers was een ervaren gastronoom, die goed thuis was in culinaire middens. Soms verraste hij zijn tafelgenoten door hen een kleine bibliofiele brochure aan te bieden met enkele teksten van hem. Wanneer hij, na een of ander werkbezoek, met koning Boudewijn incognito ging eten (niet zonder dat hij vooraf op verkenning was geweest en het beoogde restaurant had getest op de kwaliteit van wat geboden werd en op de discretie die verzekerd werd) reserveerde hij telefonisch op de naam van 'Jean Maréchal'. De restaurateur wist dan dat hij koninklijk bezoek mocht verwachten.
Hij was ook actief in allerhande jury's, waar hij des te liever aan deelnam naarmate er aan de werkzaamheden een goede maaltijd was verbonden. Zo was hij onder meer lid van de jury voor de architectuurwedstrijd voor de bouw van het Centre Beaubourg in Parijs (met lunch op het Elysée met president Pompidou) en voorzitter van de jury voor de wedstrijd ingericht door het havenbestuur van Zeebrugge voor een op te richten prestigegebouw (1990). Rem Koolhaas was de winnaar, maar het ontwerp werd nooit uitgevoerd.

## Publicaties
- Report by Herman Liebaers, surveying the Library of Congress Belgian material, October 13-November 3, 1950
- Hélène Swarths Zuidnederlandse jaren, Gent, 1964.
- Hélène Swarth. Brieven aan Pol de Mont, Gent, 1964
- 1954-1968, 15 années d'acquisitions, De la Première Pierre à l'inauguration officielle de la Bibliothèque, Brussel, 1969
- Liebaers on Libraries and the 37th Session of IFLA in Liverpool, Wilson Library Bulletin, 45, 10, 950-951, June 1971
- Drie opstellen over het boek, Brussel, 1972
- Book promotion through libraries, New Delhi: Federation of Publishers and Booksellers Associations in India, 1973
- The impact of American and European librarianship upon each other, Chicago, 1977
- Small Talk about Great Books, Delivered on the Occasion of the seventh Annual Bromsen Lecture, Boston, Mass., May 12, 1979.
- Mostly in the line of duty: thirty years with books, Den Haag, Boston, London, Martinus Nijhoff Publishers, 1980
- Meestal in opdracht. Brusselse kant-tekeningen van een bibliothecaris,, Den Haag, 1981
- Rond de Brusselse Warande, Brussel, 1988
- Autour Du Parc De Bruxelles, Brussel, 1988
- Van boek tot kroon, Brussel, 1991
- Un bibliothécaire entre Washington et Moscou pendant la guerre froide, 1992
- 4 Grandsons, 4 Carafes, Brussel, 1994
- Books over bombs, IFLA in Moscow, Augustus 1991 , Roslyn, The Stonehouse Press, 1995
- Kunst met een kleine k. Ervaringen in de Brusselse metro, Koninklijke Academie, 1996.
- Koning Boudewijn in spiegelbeeld. Getuigenis van een grootmaarschalk, Van Halewyck, 1998
- Baudouin en Filigrane, Témoignage d'un Grand Maréchal de la Cour, Labor, 1998
- Beyond Belgium, Royal and Other Adventures of a Librarian Worldwide., Van Halewyck, 2003

Herman Liebaers schreef een groot aantal 'ten geleides', voorwoorden, nawoorden, inleidingen, enz.